# Darwinovský démon
Darwinovský démon je hypotetický organismus, který dokáže maximalizovat všechny aspekty svojí biologické zdatnosti zároveň. Existoval by, pokud by evoluce druhu byla zcela neomezená (bez evolučních zábran). Pojmenován byl po Charlesi Darwinovi. Takový organismus by se rozmnožoval okamžitě po porodu, produkoval by nekonečné množství potomstva a žil by věčně. Ačkoli takový organismus neexistuje, biologové jej používají ve svých myšlenkových experimentech, neboť jim pomáhá pochopit životní strategie nejrůznějších organismů.